# Атлас звёздного неба
А́тлас звёздного не́ба — сборник карт, изображающих неподвижные или медленно изменяющиеся объекты звёздного неба, из которых одни наблюдаются непосредственно — звёзды, туманности, галактики; другие введены по договорённости — таковы границы и линии созвездий; третьи имеют специальный характер — таковы радианты метеорных потоков.

## Исторические атласы
Атласам звёздного неба предшествовали иллюстративные изображения созвездий, в основном, мифологического характера. Несмотря на подчас выдающуюся выразительность изображаемых фигур, эти публикации нельзя считать астрономическими работами: точность нанесения созвездий уступала даже точности, достигаемой при словесном описании, принятом в работах античных астрономов. Однако уже в XIII веке появляются первые звёздные карты, на которых присутствует система небесных координат.
Атласы звёздного неба продолжительное время содержали помимо изображений звёзд графические фигуры созвездий. Это диктовалось не только традицией или эстетическим чувством авторов, но и астрономической практикой того времени: координаты звёзд на небе фиксировались посредством словесного описания их положения в фигурах персонажей созвездий, при этом достигалась точность до 8 минут дуги.
Некоторые исторические атласы:
- «Книга неподвижных звёзд» ас-Суфи (960).
- «Гурганский зидж» Улугбека (1437).
- «Атлас созвездий» Алессандро Пикколомини в книге «О мировой сфере и неподвижных звёздах» (De la sfera del mondo e delle stelle fisse) (1540).
- «Театр Мира» (Theatrum Mundi) Джованни Паоло Галуччи (1548).
- «Построение по Арату» Гуго Гроция и Якоба де Гейна Старшего (1600).
- «Уранометрия» Иоганна Байера (1603).
- «Уранография» Яна Гевелия (1690).
- «Atlas Coelestis» Джона Флемстида (1729).
- «Уранография» Иоганна Боде (1801).

## Современные атласы
В современности используются как рисованные, так и фотографические звёздные атласы.
Печатные атласы звёздного неба на русском языке
- Михайлов А. А. Атлас звёздного неба: Четыре карты звёздного неба до 50° южного склонения, содержащие все звёзды до 5½ величины / АН СССР; Главная астрономическая обсерватория; Всесоюзное астрономо-геодезическое общество. — 4-е изд. — Л.: Наука, 1978. — 12 с. — 17 000 экз.
- Сторм Данлоп. «Атлас звёздного неба». Издательство: АСТ; 2007 г. 224 стр.; ISBN 978-5-17-042311-8
- Ян Ридпат. «Звёзды и планеты. Атлас звёздного неба». Издательство: «Астрель». 2004 г. 400 стр., ISBN 5-17-026805-X, 5-271-10012-X, 0-00-710079-5

Наиболее известные печатные атласы звёздного неба на английском языке
- Uranometria 2000.0 . В трёх томах (1-й и 2-й том — собственно атлас, 3-й том — каталог не-звёздных объектов.[2]

Бесплатные PDF-атласы звёздного неба:
- Beginners Star atlas (атлас звёздного неба для начинающих любителей астрономии).
Атлас предназначен для начинающих любителей астрономии, обзоров неба в бинокль и небольшой телескоп, а также для широкоугольной астрофотографии. К атласу прилагается каталог туманных объектов. Он специально оптимизирован для печати на обратной стороне каждой карты атласа.
- Taki’s Star Atlas
Бесплатный PDF-атлас звёздного неба от японского любителя астрономии. Нанесены звёзды до 6,50 звёздной величины.
- The Mag-7 Star Atlas Project
Атлас включает в себя 20 карт, на которых нанесены звёзды до 7,25 звёздной величины (включая и двойные звёзды, на картах указаны горизонтальной чертой), а также 550 туманностей, галактик и звёздных скоплений. Есть чёрно-белая и цветная версии карт. Автор — Andrew L. Johnson
- Поисковый атлас звёздного неба Ивана Мхитарова.
Предназначен для любителей астрономии, интересующихся наблюдением туманных объектов. Атлас состоит из 315 карт формата А4, покрывающих область неба от +90° до −55° по склонению. Поскольку атлас предназначен для поиска слабых объектов далёкого космоса, на нём не обозначены названия, фигуры и границы созвездий, а также имена ярких звёзд (на небе они не нарисованы).